# ほんやら洞のべんさん
『ほんやら洞のべんさん』（ほんやらどうのべんさん）は、つげ義春が1968年6月に『ガロ』に発表した短編漫画作品。

## 概要
いわゆるつげの「旅もの」の系譜に属する作品。小千谷地方の錦鯉養殖農家の多い農村が舞台になっている。
1968年には『長八の宿』、『二岐渓谷』、「オンドル小屋』、『ねじ式』、『ゲンセンカン主人』、『もっきり屋の少女』などの作品を立て続けに発表した充実した年であるが、作品としての完成は『ねじ式』の後になるがその3ヶ月前に着想されていた。舞台となった新潟には1968年の2月に旅しているが、その前にストーリーはできていたという。当時の『ガロ』編集者であった権藤晋が原稿を受け取ったのは、｢ねじ式｣の一週間後である。権藤は、その瞬間、つげの想像力のダイナミズムにあらためて感動するとともに作家の表現者としてのバランス感覚の見事さに言葉を失ったという。

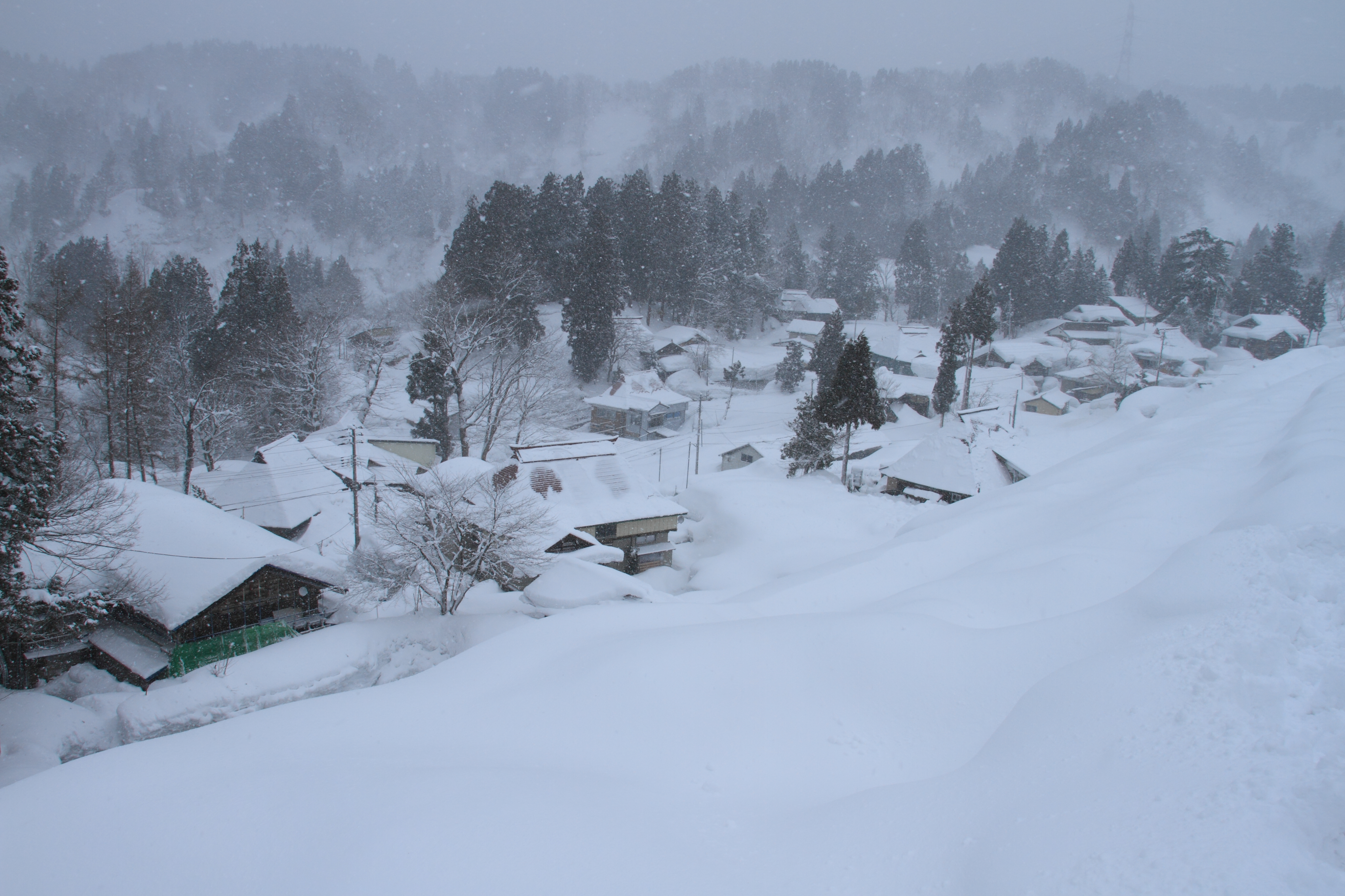
十日町市の深い雪。

つげは舞台設定をする目的で厳寒期に実際に雪国を見るために出かけている。この際に、権藤晋に教わり湯宿温泉を訪問し、ほんやら洞（雪洞のこと）を見学するために織物で有名な新潟県の十日町市に立ち寄ったものの、時期違いでかなわなかった上、雪が深すぎ身動きもとれずやむを得ず十日町の駅前旅館に宿を取ったため作品に描かれたような農村地帯は見学できなかった。錦鯉の養殖風景も写真に撮りたいと考えていたが断念した。このため、純粋にイメージだけで作品が構成されたことで、むしろつげ独自の心象風景が余すところなく描かれることになった。
つげ自身は「主人公の寂しい気持ちをオーバーにならないように描きたかった」と述懐する。権藤晋は完成度の高さでつげの最高傑作に上げているが、つげ自身はまとまり過ぎが欠点であると考えている（以上、つげ義春漫画術 下巻より）。この作品をめぐっては、作品の「リアリティ」をめぐって、つげと権藤との議論が「つげ義春漫画術」（下巻）にて戦わされている。

## あらすじ

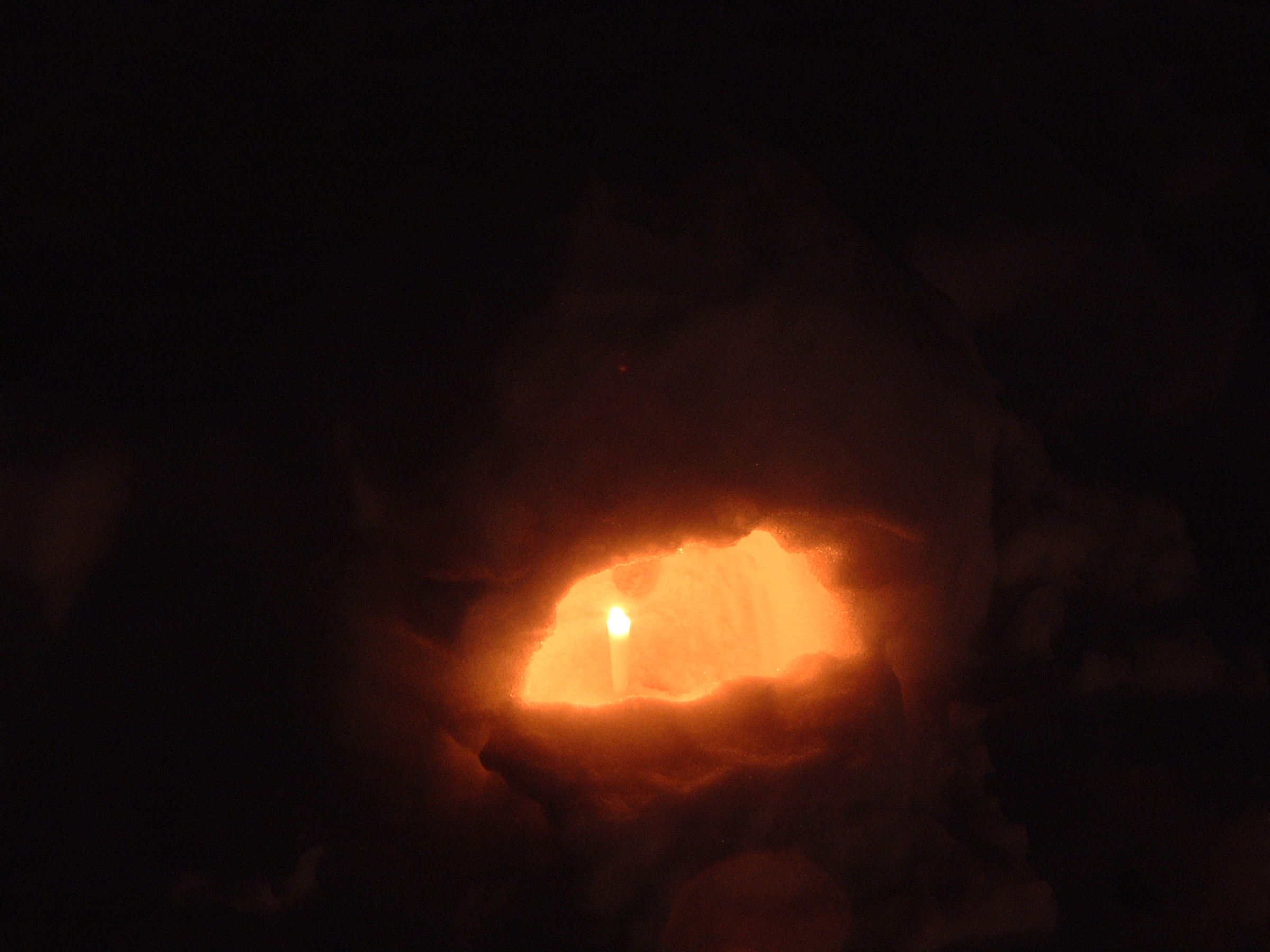
ほんやら洞

主人公は越後魚沼郡のはずれにある「べんぞうや」という半年も客が来ない貧しい宿屋に泊まり、主人であるべんぞうとお互いの身の上話を囲炉裏を囲み話し込む。一介の旅人である主人公は信濃川のハヤ捕りや宿の雰囲気に旅の気分に浸るが、べんさんは半年振りの客に張り切ったり落ち込んだりを繰り返しあくまで生活者の視点で行動する。鳥追い祭の夜、他家の錦鯉泥棒を決意し、主人公もついてゆく。

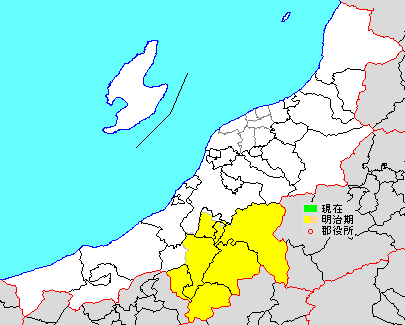
魚沼郡の位置。

そこでひとりの幼女に出会うが、実はべんさんの娘であった。錦鯉を盗みに行った錦鯉養殖農家はべんさんの妻の実家であったことが知れる。妻の実家は家族ぐるみで宗教に入信し、コイ養殖がうまくいっているのも信心のおかげだと考え、べんさんにも勧めるが、べんさんは「そんなやつの顔も見たくない」ほど気に入らない。
主人公とべんさんは養殖したコイ(10万円の「金兜」)を盗む事に成功するが、網に入れて持ち帰った為か、べんぞうやに着いた頃にコイは凍って絶命していた。
その夜、べんさんの宿では10万円の金兜の料理が出されるが、べんさんは盃を片手にごろんと横になり、ふてくされたままだ。
「お前さまはべらべらとよくしゃべるね」
べんさんのこの言葉で物語は締めくくられる。

## 収録文献リスト
- 『つげ義春作品集 現代漫画の発見1』（青林堂、1969年4月）
- 『現代コミック8 つげ義春集』（双葉社、1969年12月）
- 『現代漫画12 つげ義春集』（筑摩書房、1970年2月）
- 『月刊ガロ増刊号 つげ義春特集2』（青林堂、1971年4月）
- 『つげ義春作品集』（青林堂、1973年7月）
- 『つげ義春作品集』（青林堂、1975年6月）
- 『紅い花』（小学館文庫、1976年4月）
- 『現代まんが全集11 つげ義春集』（筑摩書房、1978年7月）
- 『つげ義春「旅」作品集 リアリズムの宿』（双葉社 アクションコミックス、1983年7月）
- 『つげ義春選集』（小学館、1986年7月）
- 『ねじ式・紅い花』（小学館叢書、1988年10月）
- 『復刻版 月刊ガロ増刊号 つげ義春特集』（青林堂、1991年12月）
- 『つげ義春全集5 紅い花･やなぎや主人』（筑摩書房、1994年3月）
- 『紅い花』（小学館文庫、1995年1月）
- 『つげ義春作品集 ねじ式』（青林工藝舎、2000年6月）

## 各地にある喫茶店の店名との関係
京都、東京などにある「ほんやら洞」という喫茶店の名称の多くは、この漫画に由来し、派生したもの。

## 注
1. ↑  「ねじ式」夜話 Archived 2010年6月7日, at the Wayback Machine.
2. ↑  ほんやら洞の由来 ほんやら洞・甲斐扶佐義のホームページ